# 貝爾茲 (烏克蘭)

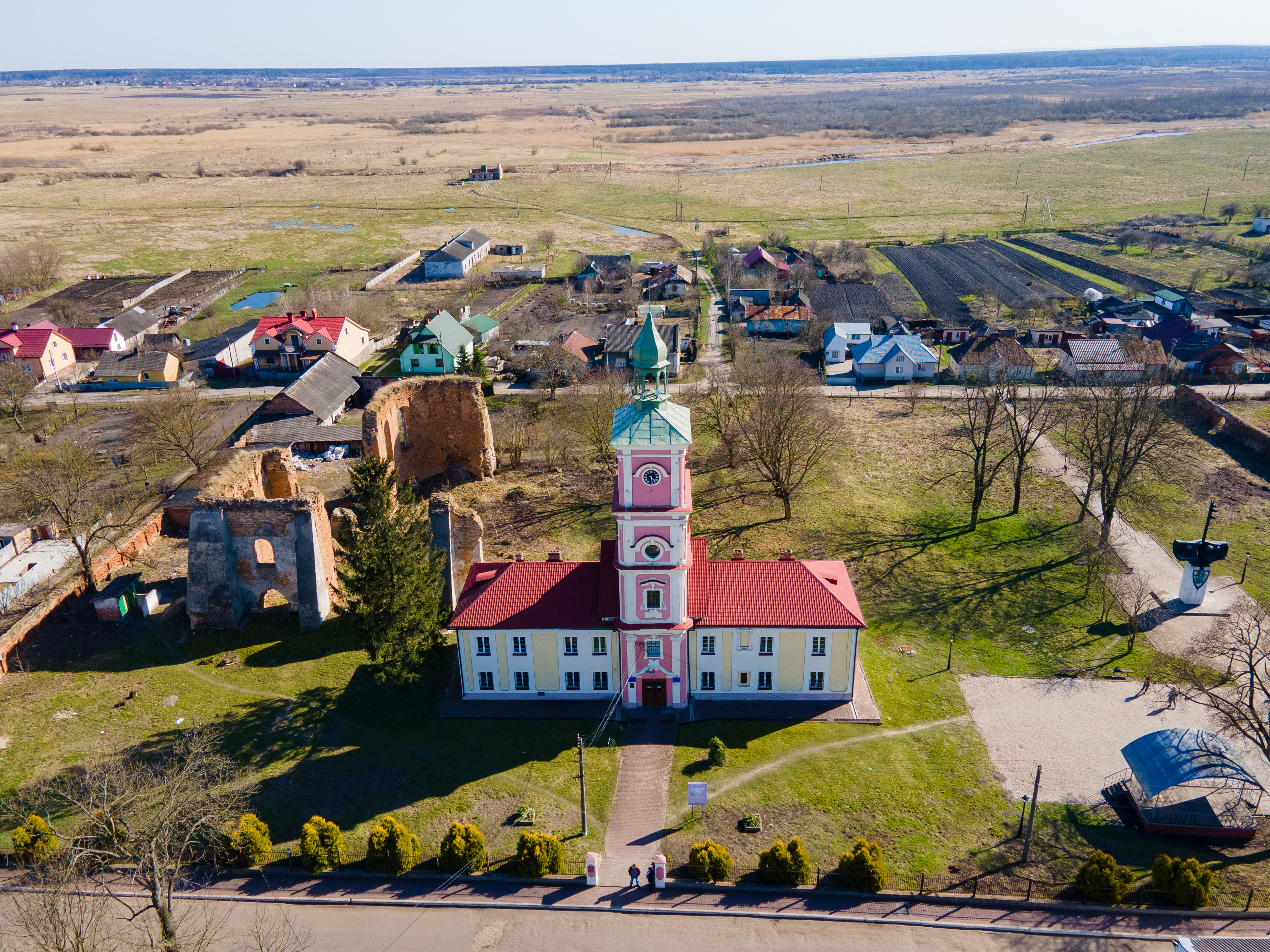
市政厅

貝爾茲（羅馬化：Belz），又译别尔兹，是烏克蘭西部利維夫州舍普季茨基区貝爾茲市鎮内的城市，及该市镇的行政中心。距離州府利維夫61公里，面積5.85平方公里，受大陸性氣候影響，每年平均降雨量560至640毫米，2011年人口2,359。